# California Crossing
Albums de Fu Manchu
King of the Road
(2000) Go for It... Live!
(2003)
Singles
1. Squash That Fly
Sortie : 2001

California Crossing est le septième album du groupe de stoner metal californien, Fu Manchu. Il est sorti le 23 octobre 2001 sur le label mammoth Records et a été produit pat Matt Hyde.
Cet album fut enregistré en Californie dans les Studios Sound City de Van Nuys à l'exception du chant qui fut enregistré dans les studios Aftermath de Laguna.
Il est le dernier album du groupe avec Brant Bjork à la batterie, ce-dernier voulant mener une carrière solo. Il sera remplacé pour la tournée par Scott Reeder (à ne pas confondre avec Scott Reeder, bassiste de Kyuss). Le chanteur des Circle Jerks, Keith Morris chante sur le titre Bultaco.

## Liste des titres
- Tous les titres sont signés par le groupe sauf indication.

1. Separate Kingdom - 3:41
2. Hang On - 3:39
3. Mongoose - 3:10
4. Thinkin' Out Loud - 3:27
5. California Crossing (Fu Manchu, Rodney Skelton) - 3:36
6. Wiz Kid - 3:51
7. Squash That Fly - 2:56
8. Ampn - 3:35
9. Bultaco - 3:11
10. Downtown in Dogtown - 3:18
11. The Wasteoide - 3:52

## Musiciens
- Scott Hill: chant, guitare, claviers sur Hang On
- Brant Bjork: batterie, percussions, chœurs
- Bob Balch: lead guitare, guitare, chœurs
- Brad Davis: basse, chœurs

Invité
- Keith Morris: chant sur Bultaco